# 旧大浜警察署
旧大浜警察署（きゅうおおはまけいさつしょ）は、愛知県碧南市にある建築物。寺社が集中する大浜てらまち地区にある。
1924年（大正13年）に竣工し、1961年（昭和36年）まで警察署として使用された後、1973年（昭和48年）から1989年（平成元年）までは公民館などとして使用された。鉄筋コンクリート造2階建（一部3階建）。設計者は大中肇の可能性があるが定かではない。文化財指定はされていない。

## 歴史

### 前身の建物
1887年（明治20年）7月11日、この地に木造の知立警察署大浜分署が新築されて開庁した。1911年（明治44年）4月16日には安城警察署大浜分署に改称している。

### 警察署時代
大浜警察署の木造庁舎が老朽化したことから、1924年（大正13年）3月30日、安城警察署大浜分署の新施設が鉄筋コンクリート造で開庁した。同年8月7日には大浜警察署として独立している。碧海郡新川町・大浜町・棚尾町・高浜町・旭村・明治村の6町村を管轄範囲としていた。1924年に鉄筋コンクリート造2階建ての本館が竣工した後、両脇の木造平屋建て部分などが増築されている。
1948年（昭和23年）3月7日には、新川町・大浜町・棚尾町の3町による碧南組合警察署に改称した。同年4月5日には碧南市警察所に改称した。1954年（昭和29年）7月1日、愛知県警察が発足して碧南警察署に改称した。1961年（昭和36年）7月20日、他所に碧南警察署が新築移転し、この建物は警察署としての役目を終えた。

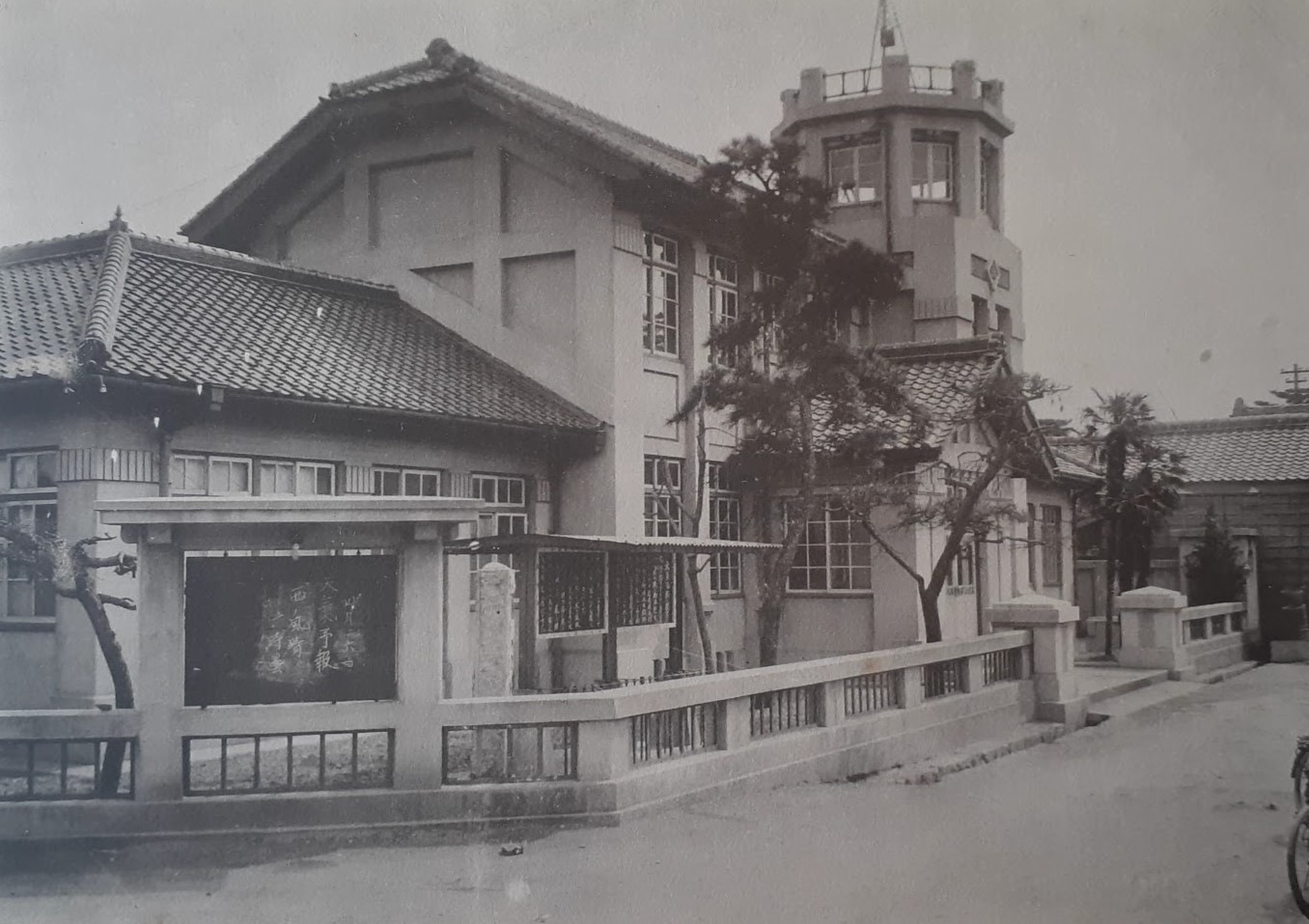
戦前の大浜警察署（1929年）
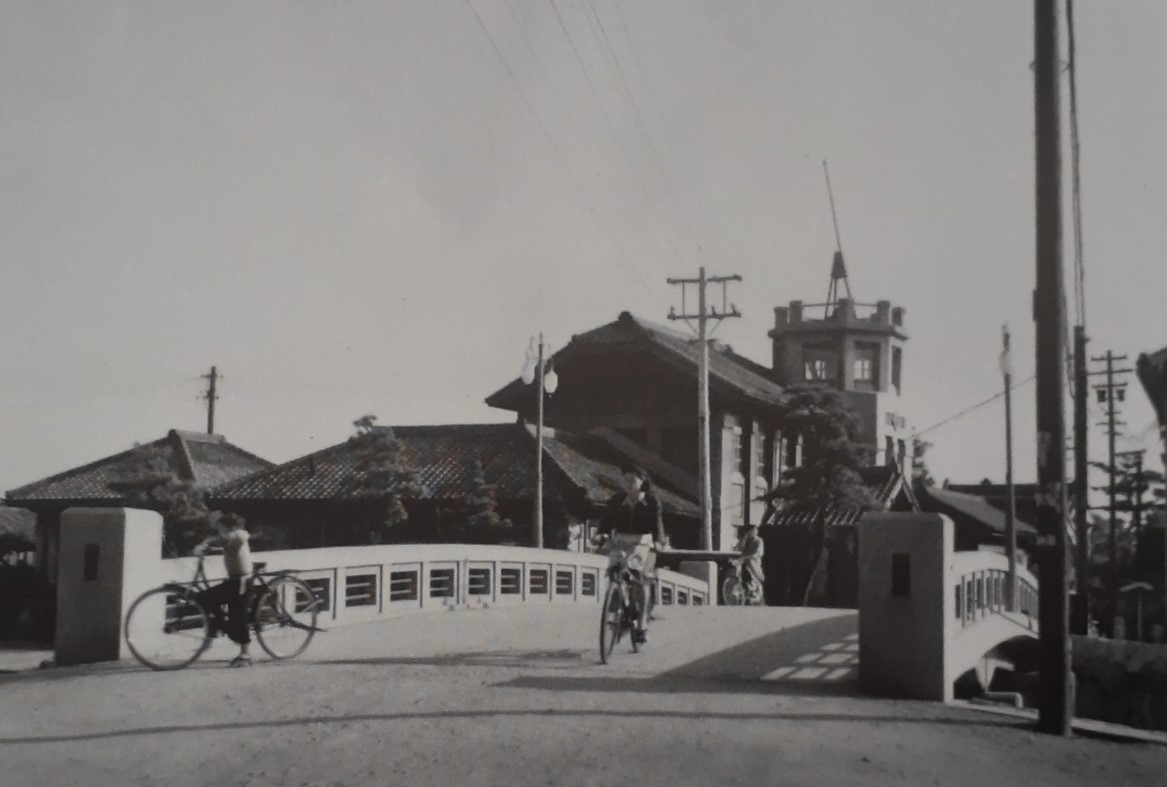
湊橋と大浜警察署（1954年）

### その後
1973年（昭和48年）3月20日、愛知県知立土木事務所碧南出張所の建物となった。1974年（昭和49年）10月1日には大浜公民館の建物となり、1982年（昭和57年）4月1日から1989年（平成元年）3月9日までは大浜下公民館の建物として使用された。2009年（平成21年）3月28日には外観整備工事が完了したが、原則として建物内部への立ち入りはできない。

## 建築

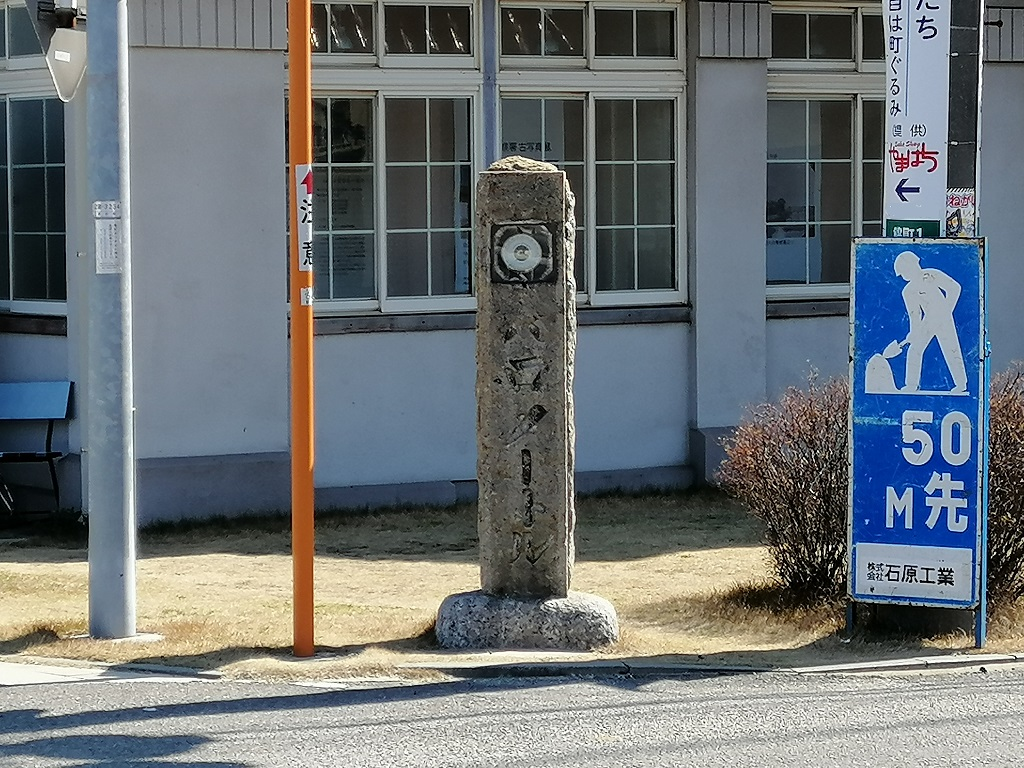
気圧計のある石柱

1918年（大正7年）の米騒動や1923年（大正12年）の関東大震災などを経て、警察署の建物は安全面が重視されるようになったことから、構造形式としては鉄筋コンクリート造が採用された。建築様式には直接的な幾何学模様を取り入れたセセッション様式が部分的に採用されている。玄関の南側にある八角形の塔屋が目を見張る。敷地の北西部には「バロメートル」（気圧計）を埋め込んだ石柱が据えられている。
衣浦湾に注ぐ堀川に架かる港橋のすぐ南側にあり、愛知県道50号名古屋碧南線に面している。碧南市の大浜地区（大浜てらまち）は歴史・文化・景観資源が豊富なことで知られ、旧大浜警察署は大浜地区の景観の中でも代表例とされる建築物である。